# Limosina sicana
Limosina sicana är en tvåvingeart som beskrevs av Lorenzo Munari 1988. Limosina sicana ingår i släktet Limosina och familjen hoppflugor. Inga underarter finns listade i Catalogue of Life.